# ロシアの歴史

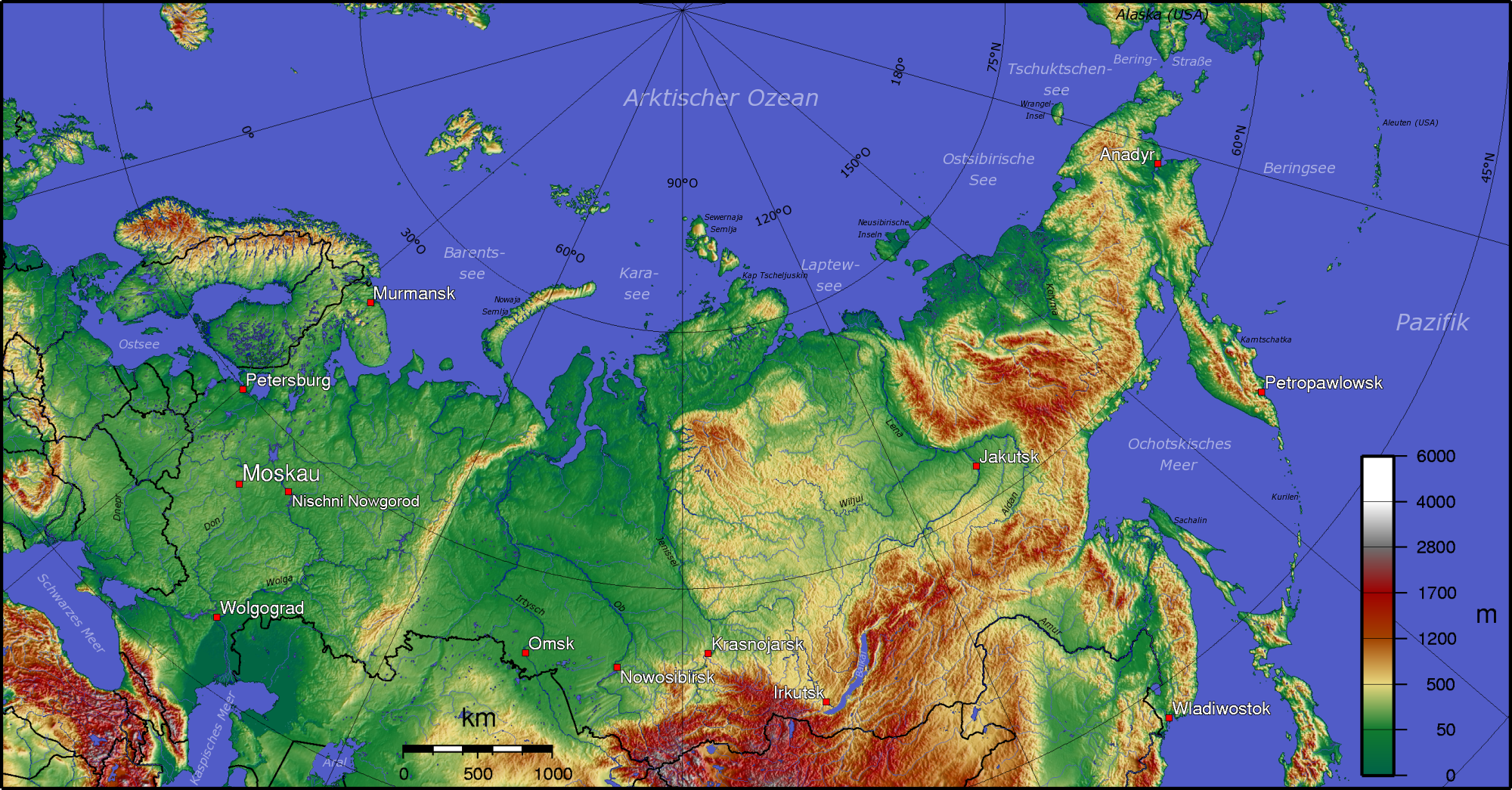
ロシアの地形図。「地球儀をぐるりと回さねばならないほどの大きな国」（司馬遼太郎）であるロシアは現在のロシア連邦の領土面積だけでも南アメリカ大陸を上回る。

ロシアの歴史（ロシアのれきし）は、1000年以上あり、6世紀-7世紀の東ヨーロッパ（ロシア）平野における東スラブ人の再定住から始まる。東スラブ人は後にロシア人、ウクライナ人、ベラルーシ人に分かれた。ロシアの歴史は大きく7つの時代に分けることができる。キエフ大公国（キエフ・ルーシ）（9世紀 - 12世紀）、タタールのくびき（13世紀 - 15世紀）、モスクワ大公国（1340年 - 1547年）、ロシア・ツァーリ国（1547年 - 1721年）、ロシア帝国（1721年 - 1917年）、ソビエト連邦（ロシア共和国）（1917年 - 1991年）、ロシア連邦（1991年以降）である。

## 概要
伝統的にロシアの歴史の始まりは、ヴァリャーグの一人、リューリクが862年にラドガを支配し、ノヴゴロドを建設したところからだと考えられている。882年には、ノヴゴロド公オレグがキエフを征服し、一つの権力の下で東スラヴの北部と南部の土地を統一し、キエフ大公国の基礎を築いた。
988年には、ウラジーミル1世がビザンティン教会（東方正教会）からキリスト教を受け入れ、東ローマ帝国のビザンティン文化とスラヴ文化の統合を開始した。しかし、キエフ大公国は、1237年から1240年にあったモンゴルのルーシ侵攻の結果、崩壊した。
モンゴルから開放後の14世紀、支配下に置かれなかったノヴゴロド公国とウラジーミル・スーズダリ大公国はリトアニア大公国の一部となった。イヴァン3世の時代にはロシアによる単一国家が形成され、16世紀初頭にはモスクワ大公国を中心に北部と東部の諸侯国を統一し、ロシア・ツァーリ国が建国される。最初の君主はイヴァン4世だった。イヴァン4世による統治の始まりは、最初のロシア議会（ゼムスキー・ソボル）の設立によって示された。
その後、国家は大きく領土を拡大し、汗国のジョチ・ウルスを併合した。そしてロシア・リトアニア戦争に敗れたリトアニア大公国は、国家の独立を失い、南ロシアの土地をポーランドに譲渡した。
後に、フョードル1世の死とリヴォニア戦争の敗北、それにオプリーチニナの失敗の結果、ノヴゴロド公国から存在したリューリク朝は終焉を迎え、動乱時代を経て、新たにロマノフ朝が台頭し、ロシア帝国が成立した。これと同時に農奴制が始まった。18世紀から19世紀にかけて、国家は絶えず拡大を続け、バルト三国、黒海北部地域、コーカサス地域、フィンランド、中央アジアをポーランド分割の間で獲得し、ザカルパッチャを除くロシアの旧領地の全てを支配した。19世紀初頭、ロシアはナポレオンを撃破（1812年ロシア戦役）し、数十年にわたって「ヨーロッパの中央国家」となった。1825年に君主制を制限して、農奴制を廃止しようとしたデカブリストの乱は鎮圧された。その後も、幾つかの革命が起きたが、成功には至らなかった。1861年には奴隷制は廃止されたが、1905年から1907年の革命までは、土地の償還金という形で農民の封建的な依存の形態が実際に温存されていたため、市民の間でかなりの不満が生じた。
奴隷制廃止後に可能となった農民の都市への流入は、19世紀末の産業革命に繋がるとともに、革命運動が大きく発展し、帝政ロシアを打倒するための革命集団が出現した。20世紀初頭には、政治的、社会的、経済的に危機的状況に陥り、日露戦争にも敗れた。1905年のロシア第一革命の影響で、権力は議会を再設置し、基本的な権利と自由、私有地の所有権を認めるようになった。第一次世界大戦へのロシアの参戦は、国内の問題を悪化させ、最終的には1917年の2月革命と10月革命とロシア内戦の勃発に繋がった。
レーニン率いるボリシェヴィキは社会主義国家建設の道を歩み、内戦とシベリア出兵の勝利を経て、バルト三国、ポーランド、フィンランドの独立を認め、旧ロシア帝国の領土の大部分にロシア・ソビエト連邦社会主義共和国の権力を確立した。1922年にはソビエト社会主義共和国連邦（ソ連）が設立された。1920年代にスターリンが政権を握ると、工業化、集団化、そして大粛清の時代が始まった。ソ連は工業生産のレベルで世界第2位となった。スターリンの統治時代に、第二次世界大戦が勃発し、「大祖国戦争」が起きた。ナチス・ドイツと枢軸国を撃破し、4年間の戦闘で約2700万人が犠牲となった。ソ連はナチス・ドイツの敗北に決定的に貢献し、東欧・中欧諸国を「解放」して、バルト三国を併合した。終戦後、ソ連は超大国の1つとなり、アメリカとの冷戦に突入し、北大西洋条約機構（NATO）とワルシャワ条約機構（WTO、WPO）が対立した。
20世紀半ば、ソ連は経済力、軍事力、科学力を積極的に高めて、1961年には世界初の有人宇宙飛行を成し遂げた。1980年代になると、国は経済・政治運営の「停滞期」に陥る。これを打開しようとしてゴルバチョフはペレストロイカを実行したが、この改革の試みは結果的にソビエト連邦共産党の解体とソビエト連邦の崩壊に繋がった。
ロシアの近代的な独立国家であるロシア連邦は、1991年12月に建国宣言をした。ロシアはソ連の正当な継承国で、国連安全保障理事会の常任理事国、ソ連の核兵器を保持していた。私有財産が認められ、市場経済のための進路が取られたが、1990年代後半の経済危機でデフォルトに陥った。2000年以降、プーチンの下でロシアの外交政策が強化され始め、数々の社会・経済改革が行われたことで、経済が大幅に成長し、国内の縦割り権力が強化された。2014年、ウクライナでの市民対立の激化と政権交代を経て、クリミア半島がロシア連邦に併合されたことで、多くのEU諸国や米国が鋭く否定的な反応を示し、ロシアに対して経済制裁を科した。
ロシア史として記述される歴史は、ロシアという国家の単線的な歴史であると同時に、歴史上ロシアに内包されたり、関わりをもったりしてきた様々な人々が出入りする複雑な歴史でもある。

## 名前の由来
ロシア（ギリシャ語:Ρωσία）という名前は、東ローマ帝国皇帝コンスタンティヌス7世が「儀式について」と「帝国の管理について」で名前の原型であるルーシという名前を10世紀に付けた。キリル文字での記録で「ロシア (Росия)」という言葉が最初に使われたのは、1387年4月24日である。その後、15世紀の終わりから16世紀の初めに、頻繁に「Росия」または、「Русия (ルシア）」が使われ、ロシア北東部の自称としての地位を確立した。最終的にピョートル1世によって「Росия」に「с」を付け加えた現在の「Россия」という形が確立した。
ロシアは、1917年3月8日に起きた2月革命の結果、同年3月16日にロシア臨時政府が設立されその後、十月革命によりロシア・ソビエト連邦社会主義共和国 (RSFSR)が成立した。 1922年12月30日、RSFSRは他のソビエト共和国と共にソビエト社会主義共和国連邦を設立し、非公式に「ロシア」と呼ばれていた。
1991年12月25日のソビエト連邦の崩壊後、ソビエト連邦人民代議員大会はRSFSRをロシア連邦（ロシア）に改名する法律を採択した。

## 国家の継承
ロシアは862年のノヴゴロド建設から国家を継承している。
- キエフ大公国 (882–1240年)
- モスクワ大公国 (1263–1547年)
- ロシア・ツァーリ国 (1547–1721年)
- ロシア帝国 (1721–1917年)
- ロシア・ソビエト連邦社会主義共和国・ソビエト社会主義共和国連邦 (1917–1991年)
- ロシア連邦 (1991–)

1998年10月23日、ロシア連邦議会の連邦院は、「ロシア帝国、ロシア共和国、ロシア・ソビエト連邦社会主義共和国、ソ連、ロシア連邦は、同じ国家であり、国際法でも同じ対象であり、その存在は消滅していない」ことを確認した。
国際的な継承の問題は、条約に関する国家の継承に関するウィーン条約 (1978年)および国家の財産、公文書及び債務に関する国家承継に関する条約によって規定されている。1991年12月4日のソ連の対外公的債務及び資産に関する継承に関する条約では、継承を次のように定義している。
第一条〔中略〕c) 国の継承とは、ある領土の国際関係の責任において、ある国が他の国に置き換わることをいう。
この定義は、1978年ウィーン条約第2条に最初に定められたものである。1983年ウィーン条約第2条にも含まれている。
ロシア連邦は継承国であり、ソ連は前身国である。ソ連は、1917年11月7日まで存在していたロシア臨時政府の継承国である。そして最後に、ロシア臨時政府はロシア帝国の継承国となっている。このように、形式的・法的な意味では、ロシア連邦はロシア帝国（ロシア国家）の継承国である。しかし、ロシア連邦は、直接ではなく間接的に、上記のような一連の流れを踏襲して、ロシア帝国の後継国となっている。同時に、上記のどの段階においても、前身国からの継承が完全に認められていないことが明らかである。ロシア連邦はソ連の後継者であり、ソ連が認めたロシア帝国とロシア臨時政府の国際的な義務のうち、ロシアが自主的に引き受けることに同意したものの範囲内での継承国である。

## 古代
現在のロシア連邦のヨーロッパ部分の西部と、ウクライナの北部、そしてベラルーシにあたる地域には、ゲルマン人の東方への移動後、東スラヴ人と呼ばれるスラヴ人の一派が居住するようになっていた。スラヴ語を話し、森林地帯での素朴な農耕生活を送っていた彼らの西にはバルト諸語を話す人々、東や北にはフィン・ウゴル諸語を話す人々が彼らと同じような生活を送っており、南の黒海北岸のステップは様々な言語を話す遊牧民の天地であった。やがて、この地域の遊牧民の多くは言語的にテュルク系に同化し、突厥の大帝国が崩壊した後は、ヴォルガ川の下流でハザール可汗国を形成した。
やがて、西ヨーロッパでフランク王国などのゲルマン人の王国が形成された頃、北西のスカンディナヴィア半島でノルマン人（ヴァイキング）たちが活動を活発化させ始めた。海賊・侵略行為のみならずバルト海・北海での交易に携わったノルマン人は、その航海技術を生かしドニエプル川をつたって黒海に出て、はるか南の東地中海地域で経済的に繁栄する東ローマ帝国との交易にも乗り出した。
また、ハザールを経由したイスラム帝国の交易も盛んに行われていたために、これらの二つの交易ルートを通して東スラヴ人たちはノルマン人とハザール人の影響を受けて国家の形成に向かい始めた（ヴァリャーギからギリシアへの道）。一方で、ノヴゴロド方面へ進出したノルマン人たちは、ヴォルガ川を下り、カスピ海方面にも達している。彼らは、ルーシ以前のロシアを「ガルダリケ」（古ノルド語: Garðaríki）と呼んだ。スラブから、ノルマン人は多くの習慣、造船の方法、幾つかの航海の表現を採用した
。Garðという言葉も、スラブ語に由来している。現代ロシア語には、デンマーク語とスウェーデン語からの借用も含まれている。

## 中世

### キエフ・ルーシ

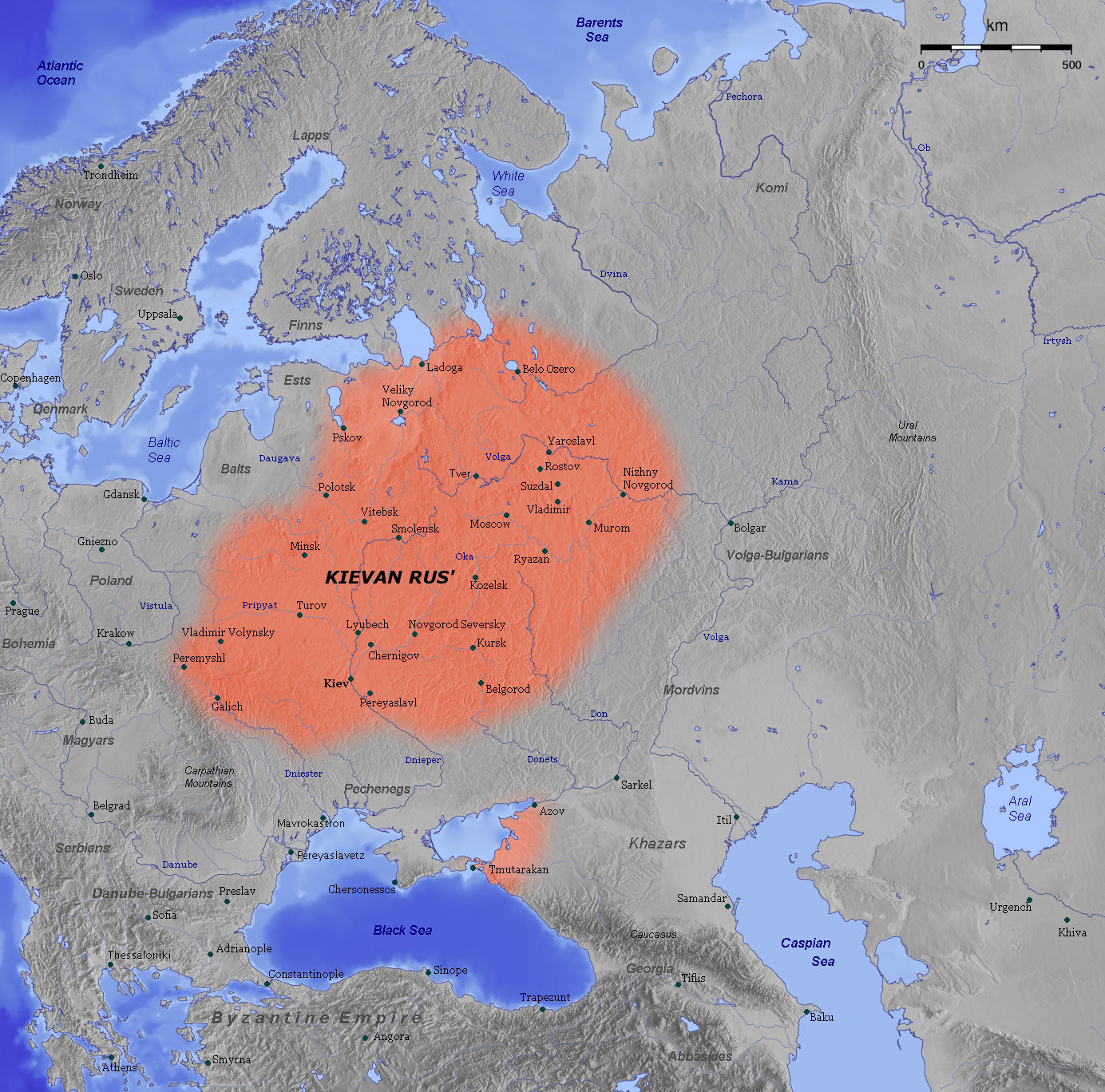
キエフ・ルーシの版図。

後の時代のルーシ人が残した年代記によると、862年にノルマン人のリューリクが交易都市ノヴゴロドの公（クニャージ）となり、リューリクの一族が東スラヴの居住地域に支配を広げていく過程で、東スラヴ人の間で幾つかの国家が形成され始めた。これらの国々があったこの地域は、リューリクの属する部族ルスの名前に因んでルーシと呼ばれるようになるが、このルーシという地域名が、のちに「ロシア」という国名と結びつけられるようになる。
しかし「ロシア」という言葉は、中世時代のギリシア人がルーシに対して使った言葉であって、ルーシ人自身は自分たちの国を「ルーシ」と呼んでいた。やはり年代記の伝えるところによると、882年にリューリクの子イーゴリは一族オレーグの助けによりドニエプル川中流の交易都市キエフを征服し、キエフをルーシの中心に定めたという。
史実としての真偽はともかくとして、バルト海に近いノヴゴロドからキエフを経て黒海に出る道が同じ一族に属する支配者の手によって統合された。オレーグとイーゴリは周辺の諸部族の間に勢力を広げ、イーゴリを始祖とする歴代のキエフ公のもとにルーシへと国家権力を形成していった。この一族はノルマン系であるとされているが、10世紀までには、スラヴ系へと急速に同化していったと言われている。

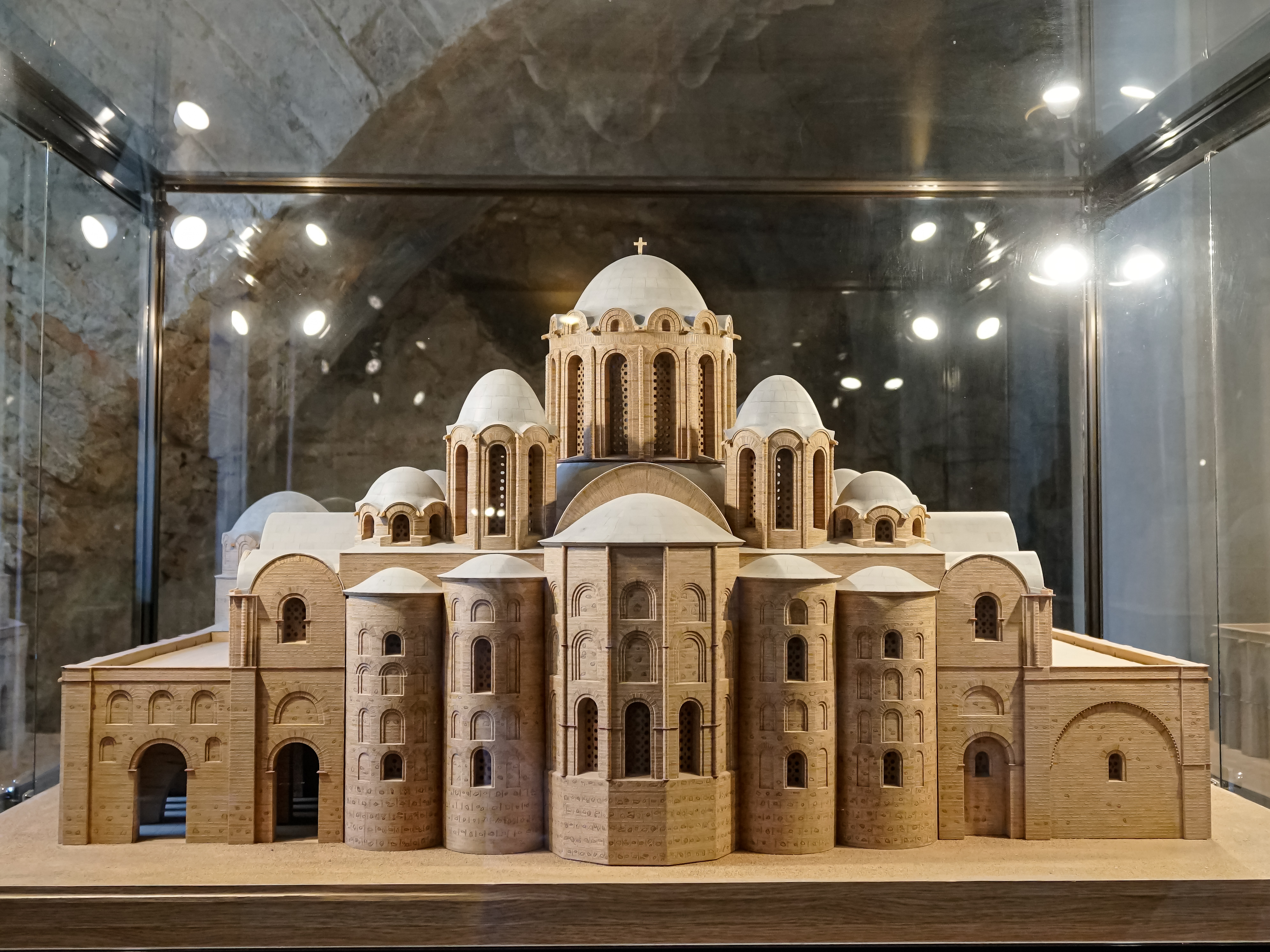
キエフ・ルーシ時代の聖ソフィア大聖堂の模型。

10世紀末にはキエフ公のウラジーミル大公が東ローマ帝国からキリスト教を受容してルーシは国をあげて正教会の信徒となり（cf. キエフ・ルーシのキリスト教化）、スラヴ語を書き表すための文字としてキリル文字がもたらされるなど、正教世界の進んだ文化がルーシへと取り入れられていった。
また、ウラジーミルは依然として様々な勢力が入り乱れていたルーシをキエフ大公国の下にほぼ統一することに成功するが、同時に息子たちの間に支配下の都市を分封して公に立てたために、これ以降、ルーシは本家筋であるキエフ大公国を盟主としつつも、リューリク・イーゴリ兄弟を始祖とするリューリク家の成員を公とする数多くの小国家へと再び分割され、12世紀頃にはキエフ公国の衰退に伴ってウラジーミル大公国を中心とする北東ルーシ諸公国、北西ルーシで貴族共和制を実現したノヴゴロド公国、ルーシ西部を支配し、ルーシの都キエフを支配し続けたハールィチ・ヴォルィーニ公国などの幾つかの地域ごとの政治的なまとまりへと分裂していった。

### タタールのくびき（軛）

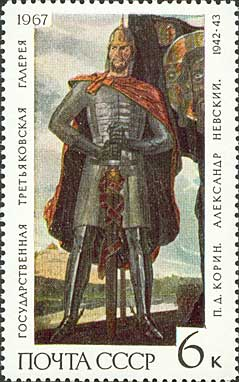
アレクサンドル・ネフスキー。

13世紀、ルーシは東西の勢力による厳しい挑戦を受けることとなった。
まず、13世紀初頭に未だキリスト教以前の異教の信仰にとどまっていたバルト海沿岸地域に、ドイツ騎士団を中心とするカトリック教徒のドイツ人が北方十字軍・東方殖民の活動を開始し、正教徒であるルーシの人々との衝突が起こるようになった。ドイツ人の侵攻は1240年と1242年の二度にわたりノヴゴロド公のアレクサンドル・ネフスキーによって阻まれ、その東進はエストニアで留まって北ルーシへのカトリックの侵攻は頓挫する。
しかし、ルーシにとってドイツ人より遥かに大きな影響を及ぼしたのは東から征服活動を展開したモンゴル帝国であった。
モンゴル帝国の先遣隊は既に初代皇帝チンギス・カン(ハン)の治世の1223年、ホラズム遠征の一環としてルーシにまで現れ、南ルーシ諸公と南ロシア草原の遊牧民キプチャクからなる連合軍を破っていた。このときの遠征は中央アジアを標的としたものでキプチャク草原やロシア方面の占領を目的とした遠征ではなく、モンゴル軍はすぐに東に帰ったが、第二代皇帝オゴデイの治世に至ってキプチャク草原方面の征服を企図した西方遠征が行われた。1236年、チンギス・カンの孫（チンギスの長男ジョチの次男）バトゥを総司令官とする大規模な西方遠征軍が派遣される。まずヴォルガ川中流域のヴォルガ・ブルガールを征服したバトゥの征西軍は続いてルーシへと侵攻し、1237年から1238年にかけてリャザン、ウラジーミル、トヴェリを次々と占領して北東ルーシを征服、さらに1239年から1240年にかけて南ルーシに転進し、キエフ・ルーシの都キエフを攻略し、多くの町村を荒らした。
モンゴル軍の征服は北西に遠く離れたノヴゴロドを除くほとんど全ルーシに及ぶ。バトゥはポーランド、ハンガリーを荒らしたところでカアンのオゴデイの死去の報を得てカスピ海北岸まで引き返し、ここにバトゥを家長とするジョチ家の所領はカザフ草原から黒海沿岸低地に至る広大なキプチャク草原にまで拡大した。ジョチ家の所領はこの後次第に緩やかな連邦に傾斜していく帝国内での自立性を強めたため、ジョチ・ウルスとも呼ばれる。ここにノヴゴロドを含む全ルーシはモンゴル帝国の支配下に組み込まれた。
ジョチ・ウルスは、ルーシに対しては間接統治をもって臨み、決まった税金をサライに納めることや戦時に従軍することを義務付けたのみであった。しかし、諸公の任免の最高決定権はハンの手に握られていたから、主に領土の相続を巡って相互に敵対する諸公らは頻繁に税金を携えてサライに赴いたり、敵対する諸公との争いで不利な裁定をされたりしないように宮廷や実力者への付け届けを余儀なくされた。納税や従軍の義務を怠れば懲罰として大軍の侵攻を受け、たちまち権力を喪失する運命であった。ジョチ・ウルスのルーシ支配は、このような状況を指して「タタールのくびき（タタールの軛）」と言われる。
このようにハンによって厳重に首枷をはめられたルーシ諸公の中から、モンゴルとの関係を上手く立ち回って権力を得たのが、モンゴルによってウラジーミル大公に任命され北東ルーシの支配者となった元ノヴゴロド公アレクサンドル・ネフスキーや、北東ルーシの諸公国に分封されたその子孫である。アレクサンドル・ネフスキーの孫でキエフ・ルーシの時代には名前も知られていなかった北東ルーシの小都市モスクワを与えられたイヴァン1世は、ジョチ・ウルスの第10代君主であるウズベク・ハンの力を借りてウラジーミル大公位を巡って対立するトヴェーリ公を追放させ、14世紀前半にウラジーミル大公位を獲得することに成功する。歴代のモスクワ公はウラジーミル大公をほとんど独占するようになり、モスクワ大公の称号で呼ばれるようになった。1326年、モスクワ大公は、全ルーシの最高位聖職者で当時はウラジーミルにいたキエフ府主教をモスクワに迎え入れ、モスクワをキエフに替わるルーシの宗教的・政治的な中心地に定める。

### モスクワからロシアへ

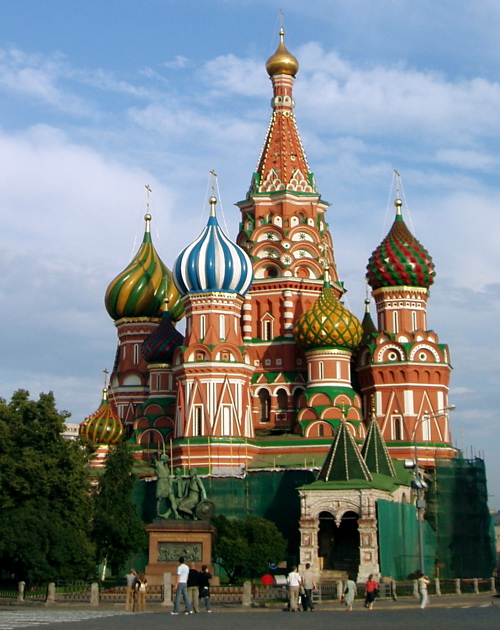
モスクワの聖ワシリイ大聖堂。イワン雷帝がカザン・ハンのとの戦いの勝利を記念して建設した。

ルーシ諸公がハンに納める貢納を取りまとめる役を請け負ったためにカリター（財布）のあだ名をつけられたイヴァン1世以来、モンゴル支配下で次第に実力をつけたモスクワ大公国は、14世紀後半にはジョチ・ウルスの王統中断に始まる混乱によってますます勢力を強め、ドミートリー公時代の1380年にはクリコヴォの戦いでジョチ・ウルス西部の実力者ママイを破った。しかし、その直後にはママイを殺害してジョチ・ウルスの再統合を果たしたトクタミシュの攻撃を受けて服属を余儀なくされるなど、タタールのくびきを脱するには至らなかった。
14世紀から15世紀のモスクワ大公国は、トヴェーリを始めとするルーシ内の諸公国や、西で台頭したリトアニア大公国（のちのポーランド・リトアニア）と戦いながらルーシに勢力を拡大していった。一方、ジョチ・ウルスの側では、トクタミシュがティムールに敗れて没落した後は分裂の度を深めていた。ドミートリー大公の曾孫、イヴァン3世はこの力と情勢を背景として、1480年にハンからの独立を宣言し、貢納を停止した。また、北西ルーシの強国ノヴゴロド公国を併合し、ルーシ北部の統一をほとんど成し遂げた。また、イヴァン3世は東ローマ帝国最後の皇帝の姪と結婚、モスクワ大公が1453年にオスマン帝国によって滅ぼされた東ローマ皇帝に代わる正教会の保護者としての地位を自認する端緒を作った。ロシア語で皇帝を意味するツァーリの称号もイヴァン3世の時に初めて使われたといわれる。

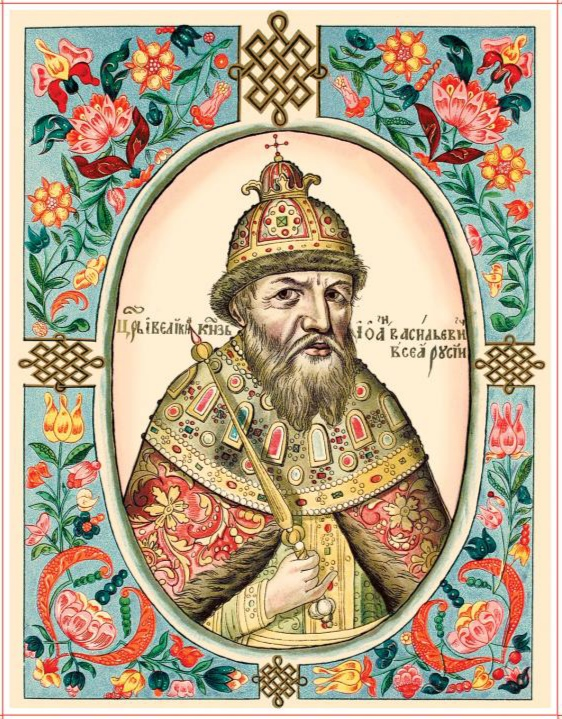
初代ツアーリ、イヴァン雷帝。

イヴァン3世の孫、イヴァン4世（イヴァン雷帝）は1547年にツアーリの称号を正式に用い、ロシアの正教会の間ではモスクワはローマ、コンスタンティノポリスに続く第三のローマであり、ツアーリはローマ皇帝の後継者であるとする考えが生まれてきた。モスクワ大公国の支配領域が、「ルーシの国」を意味する「ロシア」との名称で呼ばれるようになり始めたのも、イヴァン4世の頃の16世紀であったと言われる。
また、1552年にカザン・ハン国、1556年にアストラハン・ハン国を滅ぼし、始めてジョチ・ウルスの一部を併合、シベリアに向かって東方への拡大を開始した（詳細はロシアのシベリア征服）。イヴァン4世は内政的には大貴族を抑圧してツアーリの直轄地を拡張し、ロシアで最初の議会を創設するなど、中央集権化を目指した改革を進めた。かつて、ルーシ諸公国の一つに過ぎなかったモスクワ大公国は、多民族を内包する大国家ロシアへと変貌を遂げつつあった。
しかし、1558年に始まったリヴォニア戦争で25年に渡りバルト地方の覇権を争いながら、ポーランド、新興のスウェーデンに敗れ、ヨーロッパから追い出された。さらにその後イヴァン4世は、流血、粛清を繰り返した挙げ句、国家は荒廃し、イヴァン4世死後の混乱・衰微を招来させてしまう原因を残してしまうのである。

### 大動乱とロマノフ朝の成立
1598年、イヴァン4世の跡を継いだフョードル1世が子孫を残さずに死去し、リューリク朝は断絶した。宰相であったゴドゥノフ家のボリスがツァーリに選出された。しかし帝国は、3年に渡る大飢饉などで弱体化し、国民の支持を失った。1598年にはジョチ・ウルスのうちシビル・ハン国を滅ぼしている。1605年、帝国内に不穏な噂が流れた。1593年に死去したリューリク家の皇太子ドミトリイの生存の噂がロシア国民の間に広がったのである。これは、ツァーリの求心力低下を狙った国際的陰謀だったとされる。背景には、ロシア支配を狙うポーランド、カトリック勢力の陰謀があった。このような時にボリスは死去し、生存説のあったドミトリイ（偽ドミトリー1世）がポーランドで挙兵、ツァーリを自称しモスクワに迫った。ゴトゥノフ家は求心力を失い失脚。代わりにツァーリ・ドミトリイ2世として戴冠された。偽ツァーリ・ドミトリイは、1612年までに3世まで出現することになる。

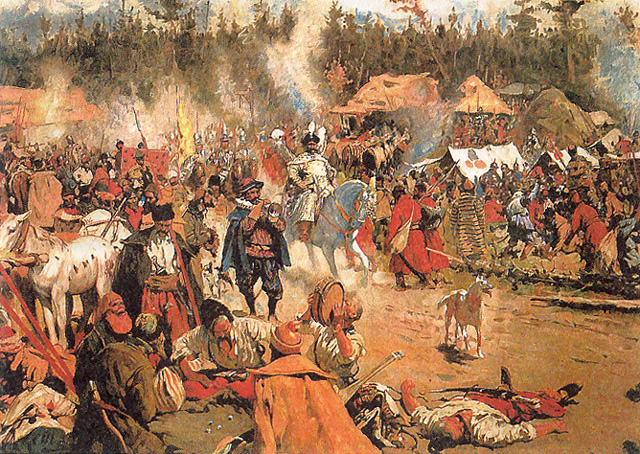
セルゲイ・ヴァシリエヴィチ・イワノフ画、『大動乱』。

1606年ドミトリイはモスクワで暗殺された。後任にはシューイスキイ家のヴァシーリー4世が戴冠するが、これに反対するロシア人地方貴族が反乱を起こす。ヴァシーリー4世は1年がかりで反乱を鎮圧するが、これはロシアの大動乱の始まりに過ぎなかった。
1608年、偽ツァーリ・ドミトリイ2世がツァーリを自称し、モスクワに迫った。偽ツァーリは貴族の支持を集め、対立皇帝としての地位を獲得する。窮したヴァシーリー4世は、スウェーデンに救援を要請。スウェーデンは王太子グスタフ・アドルフを派遣、ドミトリイを撤退させた。これを口実にポーランド軍は国王の親征を開始（ロシア・ポーランド戦争）、対決したロシアは大敗する。このような時にモスクワでは大貴族のクーデターが起こされ、ヴァシーリー4世は廃位された。勢いを買い、ポーランド軍はモスクワを占領した。
その後、帝位を巡りポーランドと対立し、ロシアの皇帝位は2年に渡り空位となる。その間に偽ドミトリイ2世は暗殺され、スウェーデンはノヴゴロドを占領し、対立ツァーリとして、ヴァーサ家の王子がドミトリイ3世を自称する。スウェーデン王となったグスタフ・アドルフは帝位を狙っていたが、ロシア側はカレリア、イングリアなどの領土を割譲することで、ツァーリ戴冠の野心を放棄させた。
1611年にロシア人は、国家を上げて国民軍を結成する。クジマ・ミーニンらの率いる国民軍は瞬く間に10万を超える大軍となった。1612年9月、激戦の末、ポーランドを撃退、モスクワは解放された。翌1613年2月、ロシアの大貴族ロマノフ家のミハイル・ロマノフをツァーリに推戴、ここに1917年まで続くロマノフ朝が成立した。
1617年にスウェーデン、1618年にポーランドと和睦し、ここに大動乱は終結した。しかしポーランド、スウェーデンに領土を割譲させられ、国力は衰微した。
ロシア帝国は、最初はツァーリの権力が軟弱で、貴族の専横を許容したが、17世紀半ばから北方戦争や、ポーランド王国との戦いを通して徐々に勢力を持ち直していった。また、ロシア正教会を保護する一方で専制的な抑圧者として振舞うなど、聖俗で権威を強靭にしていった。
なお、17世紀を通して、内陸国であったロシアは、権力争いを制しツァーリとなったピョートル1世の誕生によって激変することとなる。

## 近代

### ピョートル1世以降のロシア帝国

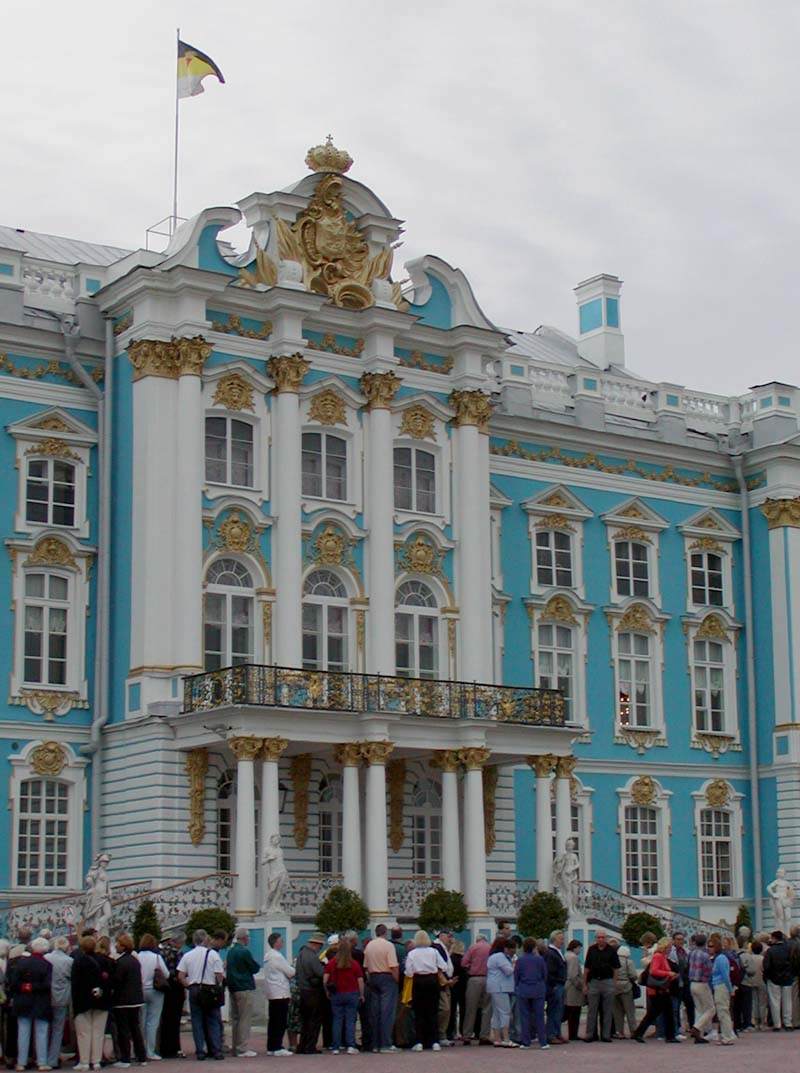
サンクトペテルブルクのエカテリーナ宮殿。西欧文化の影響を強く受け、ロココ様式である。

ロシアの動乱時代はコサックの助力を得て終息し、1613年にミハイル・ロマノフによってロマノフ朝が開基した。
17世紀の終わりに、ピョートル大帝が即位すると、彼の強い指導力のもとロシアは旧弊を打破し、近代国家としての装いを急速に調え始める。まず、オスマン帝国と争い、アゾフ海に進出、さらにスウェーデン・バルト帝国と大北方戦争を戦い、バルト海沿岸を獲得、そこを「西欧への窓」と位置付け、首都サンクトペテルブルクを建設し、そこを帝都とした。ピョートル大帝以後は、貴族同士の争いが熾烈となり、国政は停滞したが、エカチェリーナ2世の登場で、啓蒙主義に基づいた近代化が図られた。
一方で農奴の反乱「プガチョフの乱」は徹底的に鎮圧した。またエカチェリーナ2世は領土拡大に熱心で、いわゆる「ポーランド分割」をオーストリア帝国、プロイセン王国と行い、ポーランド東部を獲得した。
また南方でも、オスマン帝国との戦争（露土戦争）などにより領土を黒海沿岸やクリミア半島まで拡張しただけではなく、サファヴィー朝との境のコーカサス地方にも侵略、これを併合した。現在まで続くチェチェン紛争の原因となる。
さらにアメリカ独立戦争にも干渉し、加えてアラスカ、千島にも進出、日本の江戸幕府にアダム・ラクスマンと大黒屋光太夫を伴わせた使者を送り、交易を要求した。日本との北方領土を巡る外交戦争の始まりでもあった。

アドルフ・ノーザン画、『ナポレオンのモスクワからの退却』。

19世紀に移ると、アレクサンドル1世はフランス革命に際して対仏大同盟に参加する。1812年のナポレオン1世のロシア遠征に際しては、これを撃退し、1814年のウィーン会議後には神聖同盟を提唱し、自由主義運動の封じ込めを各国と連携して行った。
次のニコライ1世の頃にはデカブリストの乱が起きた。国内の不満を逸らすために、対外戦争に乗り出し、ギリシア独立戦争、エジプト・トルコ戦争に干渉し、「汎スラブ主義」の大義のもと「南下政策」を推し進めた。しかし、聖地管理権を巡ってオスマン帝国との間で起こしたクリミア戦争では英仏の参戦により敗北し、「南下政策」は頓挫する（東方問題）。
クリミア戦争の敗北でロシアの後進性を痛感したアレクサンドル2世は1861年に「農奴解放令」を発布し、近代化の筋道をつけた。解放された農奴は農村で小作農となり、あるいは都市に流入して労働者となった。ロシアも産業革命が進むきっかけとなる。
その一方対外政策で、清朝との間ではアイグン条約を1858年に、北京条約を1860年に締結、極東での南下政策を推進した。さらに、ロシアの知識人の間には社会主義社会を志向するナロードニキ運動が始まった。しかし、この運動は農民から広い支持を得られなかったことから、ニヒリズムに運動の内容が変質し、ついには1881年、テロでアレクサンドル2世が暗殺されることになった。
アレクサンドル2世死去後、継承したアレクサンドル3世は無政府主義運動を徹底的に弾圧した。その後、ニコライ2世の治世ではヴィッテ財務大臣によるフランス外資の導入による、重工業化が行われた。さらにシベリア鉄道の敷設も行われた。
外交面では中央アジアを舞台にイギリスとグレート・ゲームを演じ、中央アジア進出が手詰まりに陥ると極東での「南下政策」を展開した。極東方面では清朝の満洲に進出し、遼東半島を足がかりに朝鮮半島への進出を企図したが、ロシアの南下を防止するべくイギリスと日英同盟を締結した日本と衝突する。1904年に日露戦争が勃発した。

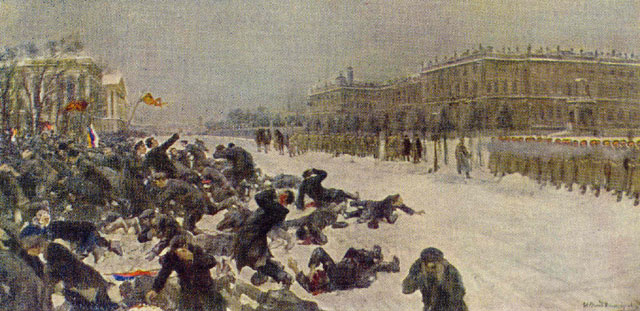
「血の日曜日事件」。

当初ロシア帝国は国力において圧倒的に優勢だったが、満洲を舞台に行われた陸戦では奉天会戦の敗北で日本軍の奉天進出を許し、海上でも極東に派遣されたバルチック艦隊が日本海海戦で完全壊滅したため、制海権を握ることは出来なかった。日露戦争さなかの1905年の1月22日の「血の日曜日事件」をきっかけに労働者のゼネストが頻発し（ロシア第1革命）、ロシア帝国の体制の根幹をなしてきた「皇帝専制主義（ツァーリズム）」も著しく動揺した。一方、日本側も経済的に戦争継続が困難になったため、両国が手詰まりに陥ったことを反映して翌1905年にはアメリカ合衆国の仲介でポーツマス条約が締結され、満洲の利権獲得を断念し、南樺太を日本に割譲することで戦争は終結した。日露戦争の敗北により、事実上、極東での「南下政策」は失敗した。
日露戦争後、極東を諦めてバルカン半島に外交政策を転じたロシアはイギリス、フランスと三国協商を結び、ドイツ帝国と対立する。汎スラヴ主義を掲げ、オーストリア・ハンガリー帝国と対峙するセルビアを支援することで、バルカン半島における影響力を維持しようとした。

### 第一次世界大戦とロシア革命

#### 第一次世界大戦
1914年にサラエヴォ事件が発生し第一次世界大戦が勃発すると、イギリス・フランスと共に三国協商を形成していたロシア帝国は連合国側に参戦した。序盤にドイツへと侵攻するが、ロシア軍の動員力の遅さを見越したドイツ軍の智将ルーデンドルフにより仕掛けられたタンネンベルクの戦いで、ロシア軍は完敗した。その後、1917年のブルシーロフ攻勢など局地的勝利を収めつつも、決定的勝利は得られず、いたずらに戦死者数は増えるばかりであった。皇帝ニコライ2世は前線を視察して、兵士の士気を維持しようと努めたが、宮廷では怪僧グレゴリー・ラスプーチンが治世を牛耳るなど政治の腐敗が続き、長引く戦争による疲弊によって、国民は政府に不満を募らせていった。

#### 2月革命

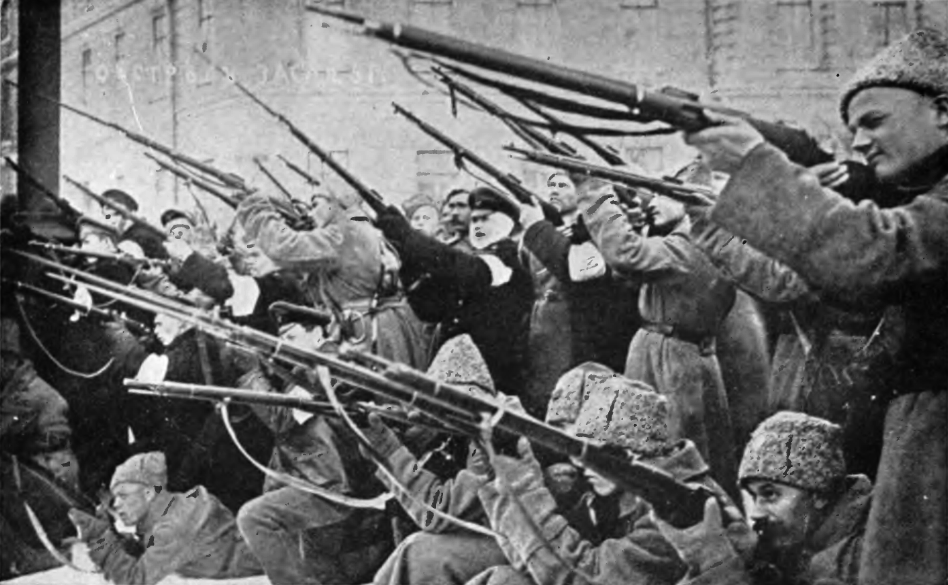
2月革命にてツァーリの警察隊を攻撃する革命部隊。

1917年の3月8日の「国際婦人デー」において、首都ペトログラードのヴィボルク地区の婦人たちが、「パンをよこせ」というデモを展開したことから、10日にはロシア全土でストライキが発生した。「戦争反対」「専制君主制打倒」の声が高まりゼネストが起きた。当局は11日には軍と警察による鎮圧を試み、流血を伴いながらもひとまずは鎮圧にこぎつけた。しかし、12日にはヴォイニ連隊からデモ隊鎮圧に反対する兵士の反乱が発生し、他の連隊にもその動きが波及し、6万人に及ぶ、離脱者が続出した。彼らは労働者と合流し、3000人に政治犯の釈放を行った。首都ペトログラードは革命の渦中となり、メンシェヴィキのニコライ・チヘイゼが議長を務める「第1回ソビエト大会（執行委員は15人。うちボリシェヴィキは2人）」が開会された。また国会でもこの混乱を受けて臨時会が開かれ、ゲオルギー・リヴォフ首相の就任が画策された。13日には労働者と一層多くの兵士が革命側に合流したため、事実上ロシア政府軍は統制が取れなくなった。
一方、第一次世界大戦の陣頭指揮のためにペトログラード南西のプスコフにニコライ2世は首都での革命的騒擾に対して、軍を派遣し、事態の沈静を図ったが、それが悉く失敗に終わり、回復が不可能であると分かると、皇帝位を退くことを決定した。皇嗣のアレクセイ皇太子は病弱で、皇弟ミハイル大公も即位を拒否。ここに304年続いたロマノフ朝は終焉した。
「皇帝退位」の報はすぐに、首都に伝えられ、新体制の建設が始まった。臨時政府がその日の内に成立。リヴォフが首相に就任し、ソビエト副議長で社会革命党のアレクサンドル・ケレンスキーが司法相に就任した。

#### 10月革命
2月革命以後発足した体制は、臨時政府と労働者と兵士からなる「ソビエト」が並び立つ2重政府体制であった。この年の4月に亡命先のスイスからペトログラードに戻ったウラジーミル・レーニンは「ソビエト権力の樹立」を目標とする「四月テーゼ」を発表した。これがボリシェヴィキの方針となる。しかし、多数派のメンシェヴィキと社会革命党は臨時政府との妥協と連立を目標とし、ボリシェヴィキを弾圧するようになった。
この年7月のデモでレフ・トロツキーは逮捕され、レーニンはフィンランドに亡命を余儀なくされた。ところが、9月にはケレンスキーが最高司令官に任命したラーヴル・コルニーロフ将軍が反乱を起こしたことで、メンシェヴィキの求心力が低下し、ボリシェヴィキが勢力を盛り返してきた。トロツキーは釈放後には早速ソヴィエト議長となり、10月25日には「軍事革命委員会」を設立した。またレーニンも秘密裏に帰国し、23日には武装蜂起を高らかに主張したのであった。このようなボリシェヴィキの動きに臨時政府は手をこまねいていた訳ではなく、弾圧に乗り出した。11月6日にはボリシェヴィキの印刷所を閉鎖した。
これにボリシェヴィキの「ソビエト軍事革命委員会」は憤激し、武装闘争によって政権獲得を決定した。労働者を主体とする「赤衛隊」が首都の電話局や省庁などを占拠し、さらにクロンシュタットの水兵たちが、防護巡洋艦「アヴローラ」から臨時政府のある「冬宮」に対し、砲撃で威嚇した。この日のうちに「第2回ソビエト大会」が開かれ、ソビエト政権の樹立が宣言された。翌日には冬宮は陥落し、ケレンスキーら閣僚の身柄が拘束された。
前日から続く「ソビエト大会」にもこの知らせはもたらされるが、レーニンは「平和に対する布告」「土地に対する布告」を上程し採択。盛会裏に大会は終了した。

#### 世界初の社会主義国家「ロシア・ソビエト連邦社会主義共和国」
1917年11月に憲法制定議会の選挙が行われたが、社会革命党など反対派が多数を占め、ボリシェヴィキは議席率で24.8%（得票率が24.0%）の少数派に留まったため、ボリシェヴィキは1918年1月の憲法制定議会開催の2日目に議会を武力で解散させ、以後、議会を開くことはなかった。
1918年1月23日から、「第3回労働者・兵士ソビエト大会」が同月31日まで開催された。この大会では勤労搾取人民の権利が宣言されるとともに、新国家が「社会主義の建設を目的とする労働者、兵士、農民のソビエト共和国である」ことが確認された。また土地社会化基本法案が採択。さらに、ヨシフ・スターリンによってロシア共和国は「諸民族のソヴィエト共和国連邦である」ことが報告された。開催から3日後の26日には農民ソビエト大会も合流し、参加者は1587名にのぼり、うち、ボリシェヴィキと社会革命党左派が大半を占めていた。この大会によって世界初の社会主義国家ロシア・ソビエト連邦社会主義共和国の成立が宣言されたのである。

## ソビエト連邦時代

### ロシア内戦

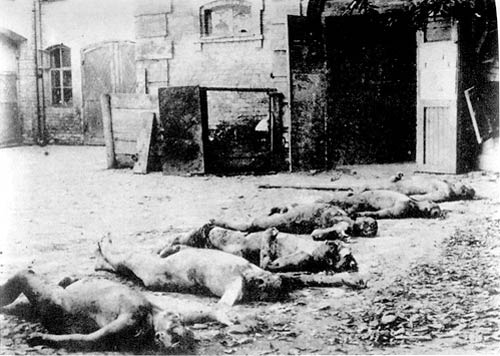
赤色テロの犠牲者 - レーニンの命令によりチェーカーの秘密警察によって殺害された民間人。

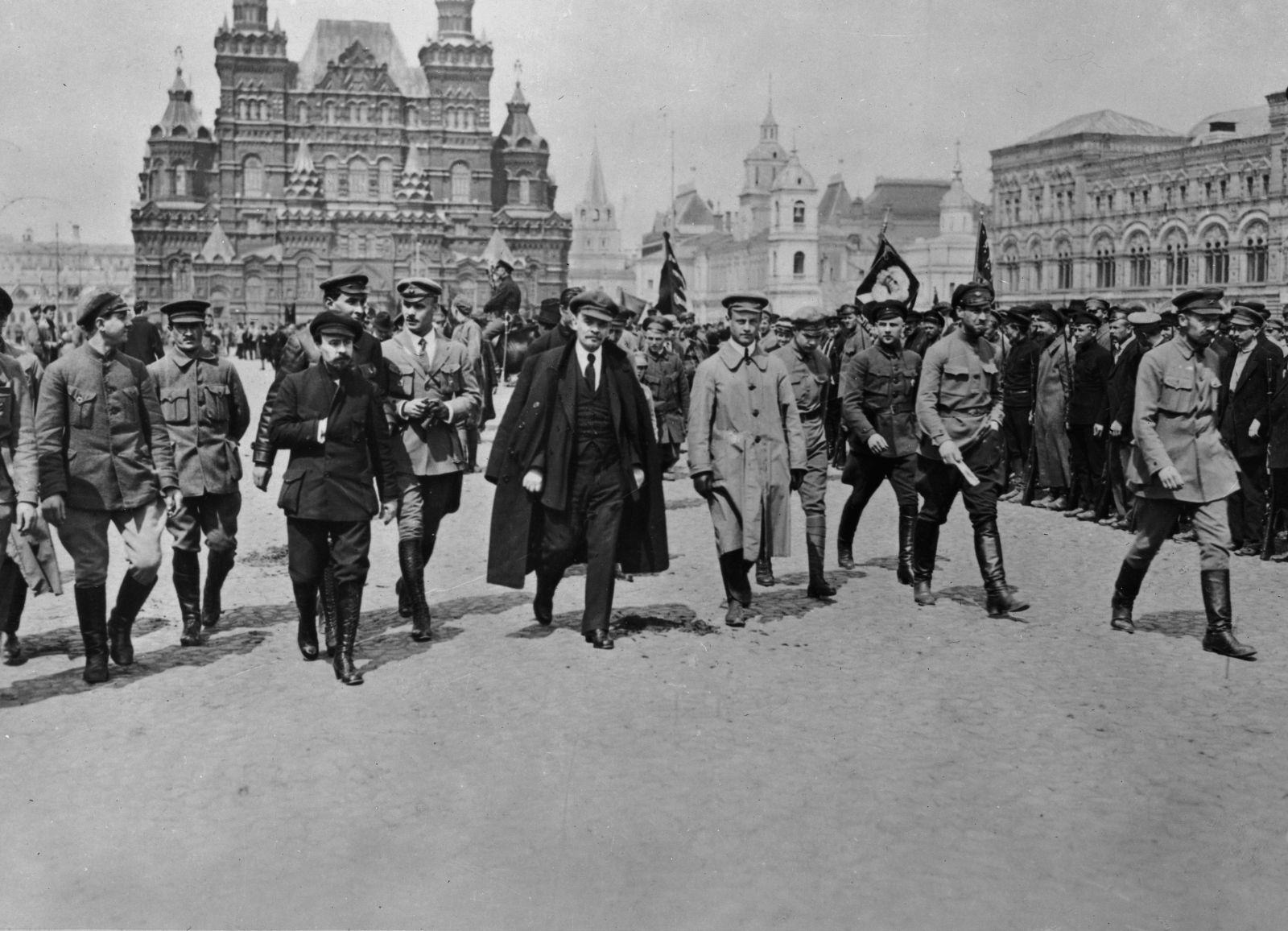
モスクワ中心部のウラジーミル・レーニン。

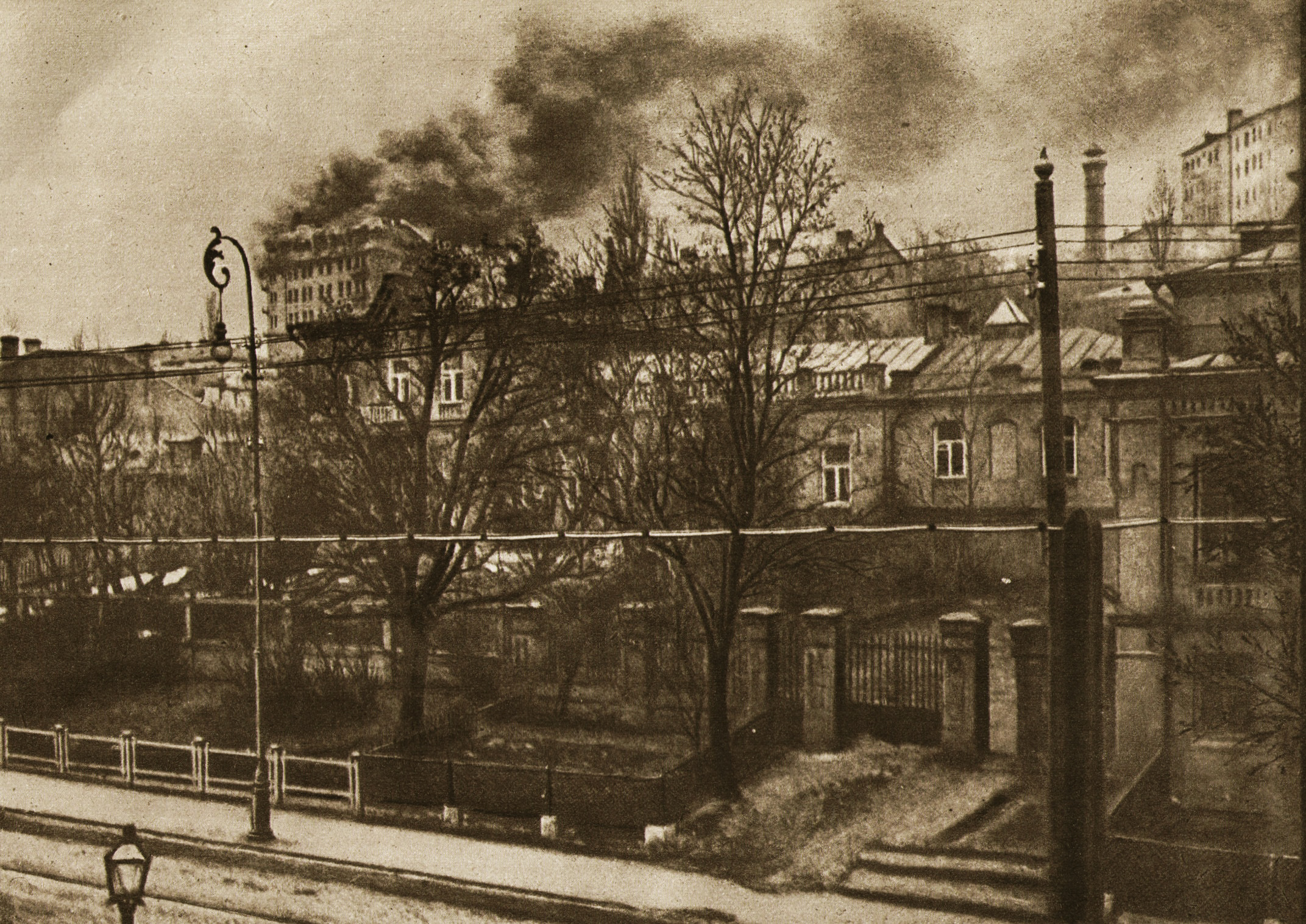
1918年2月、ソ連軍によるウクライナ人民共和国の当時の首都キエフの砲撃。

ボリシェヴィキ革命の成功に警戒した列強の各国により「チェコ兵の救出」を名目とした干渉戦争が行われ、それに連動する形で主に旧帝政軍を構成していた将校・貴族・自由主義者などを中心に組織された白軍との間で、ロシア内戦（1917年-1922年）が勃発した。
ボリシェヴィキ政府は赤衛隊を発展させた赤軍を創設し、白軍や干渉軍からソビエトの防衛を行った。レフ・トロツキー、ミハイル・トハチェフスキーなど優秀な将校により軍の規律を維持させる一方、恐怖政治を敷き秘密警察チェーカーにより赤色テロを行い、白軍の一派と見なした帝政時代の貴族・地主・軍人・コサック兵を裁判なしで即座に大量に殺害した。退位後、監禁されていたニコライ2世とその家族も、1918年7月17日に、レーニンの命令を受けたチェーカーの処刑隊により、裁判なしに全員銃殺された。
また、革命派の中のメンシェヴィキや社会革命党などの他派をソヴィエトから完全に追放・逮捕し、裁判なしに殺害するとともに、反対するペトログラードの労働者や、自由選挙の保障、言論・出版の自由、政治犯の釈放、個人財産の所有権などを要求したクロンシュタットの水兵も容赦なく武力鎮圧して大量に銃殺した。また、戦時共産主義を標榜したボリシェヴィキ政府は内戦時に、全ての企業の国有化を行い、企業家や地主の大部分を殺害・追放した。農民も余剰を全て徴発されたため、食糧を隠したり蜂起したりして抵抗したが、政府は彼らを「暴徒」と見なして弾圧し、女性と子供、老人を含む村民全員を銃殺することもあった。これらの弾圧により、「労働者、兵士、農民の政府」が、帝政以上に暴力的に労働者や農民を抑圧する体制であることが明らかとなった。さらに、ロシア正教に対しても弾圧を行い、教会破壊・教会財産没収だけでなく、ロシア正教聖職者数万人を殺害した。
極東では、日本軍がイルクーツクにまで進出し、日本軍を恐れたボリシェヴィキは緩衝国家として極東共和国を建国した。シベリア出兵に続き、ヨーロッパでも1919年2月にイギリスやフランスの支援を受けた新生ポーランドとの間にポーランド・ソビエト戦争が勃発した。相次ぐ革命への干渉に対し、ボリシェヴィキも外交攻勢をかけ、1919年3月には第三インターナショナル（コミンテルン）を結成して各国の共産党を糾合し、世界革命を目指し、3月中にはハンガリーにまで革命が波及し、ハンガリー・ソビエト共和国が建国されたが、既に1月にはローザ・ルクセンブルクとカール・リープクネヒトらによるスパルタクス団の蜂起が失敗しており、持ち直すことなくボリシェヴィキが期待をかけていたドイツ革命が失敗に終わると、革命ロシアの国際的孤立は解決されないまま緩衝戦争の和平が結ばれた。
この内戦に勝利することより、ボリシェヴィキはウクライナやカフカスの帝政派やアナーキストを平定し、同時に他派の存在を許さぬ、一党独裁体制を確立した。内戦により残されたのは荒廃した国土と破綻した経済であった。工業生産は大戦前の7分の1、穀物生産は5分の1へと激減した。1920年〜1921年には500万人が餓死しており、この死者はレーニンの計画的な飢餓による市場経済廃絶の犠牲者とする見方がある。(ロシア飢饉 (1921年-1922年))

### ソビエト連邦の成立

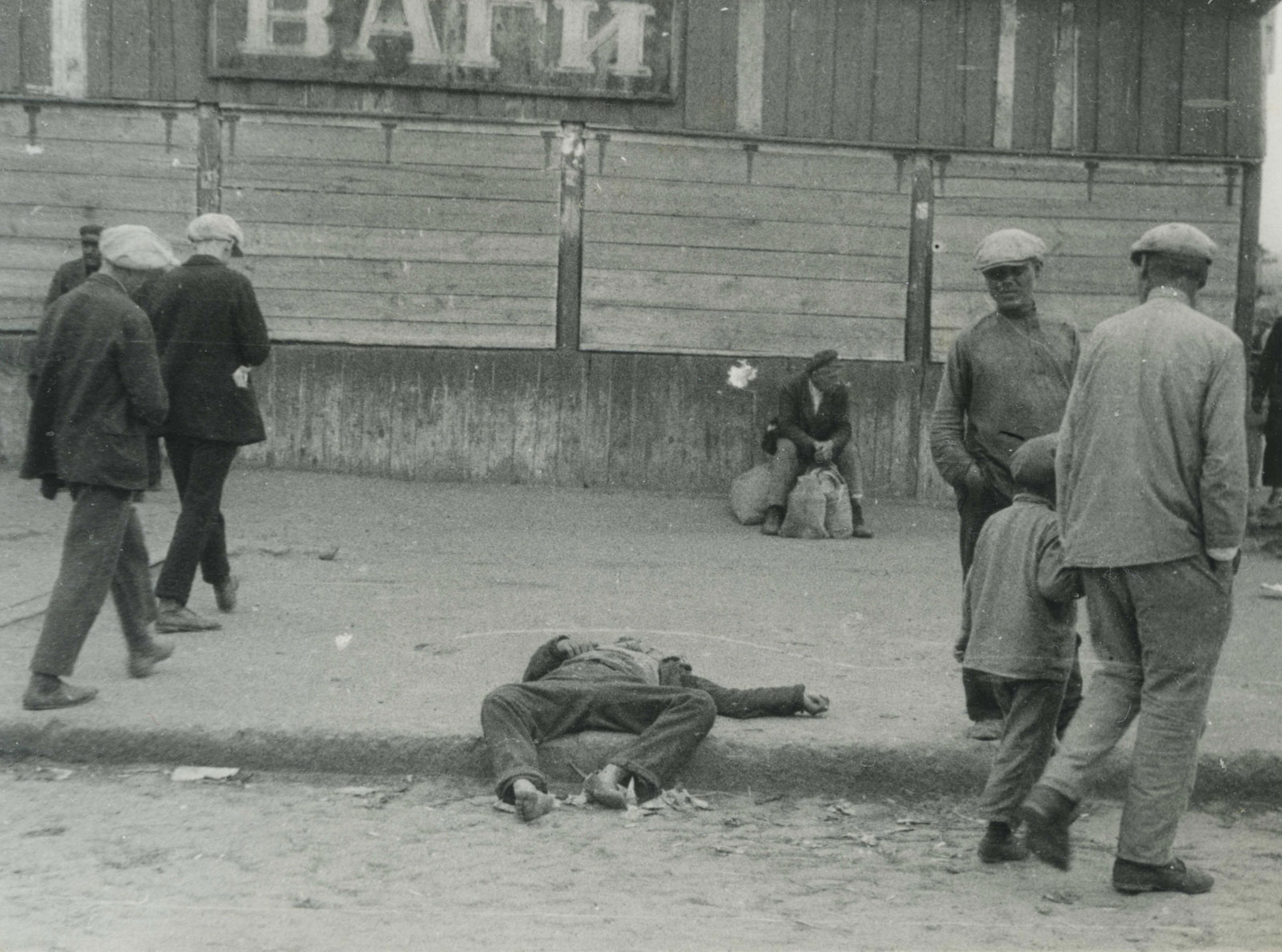
ウクライナにおけるホロドモールの犠牲者。

スターリンの独裁政権時代に存在したグラーグ強制収容所システムの地図

1922年、ロシア・ソビエト連邦社会主義共和国、ウクライナ社会主義ソビエト共和国、白ロシア・ソビエト社会主義共和国、ザカフカース社会主義連邦ソビエト共和国（1936年に解体）が合同し、ボリシェヴィキの一党独裁支配を国是とするソビエト社会主義共和国連邦が結成された。
ソビエト連邦は一般の労働者・農民にとっては支配者がロマノフ朝の皇帝からボリシェヴィキ（ソ連共産党）に代わっただけで、政治や言論の自由についてはロマノフ朝以上に抑圧された非民主的な一党独裁国家であった。レーニンの後継者のスターリンは帝政時代とは比較にならない程の国民を粛清や虐殺し、飢餓に追いやり、さらに個人崇拝を進め、この恐怖の独裁政治は30年近く続いた。

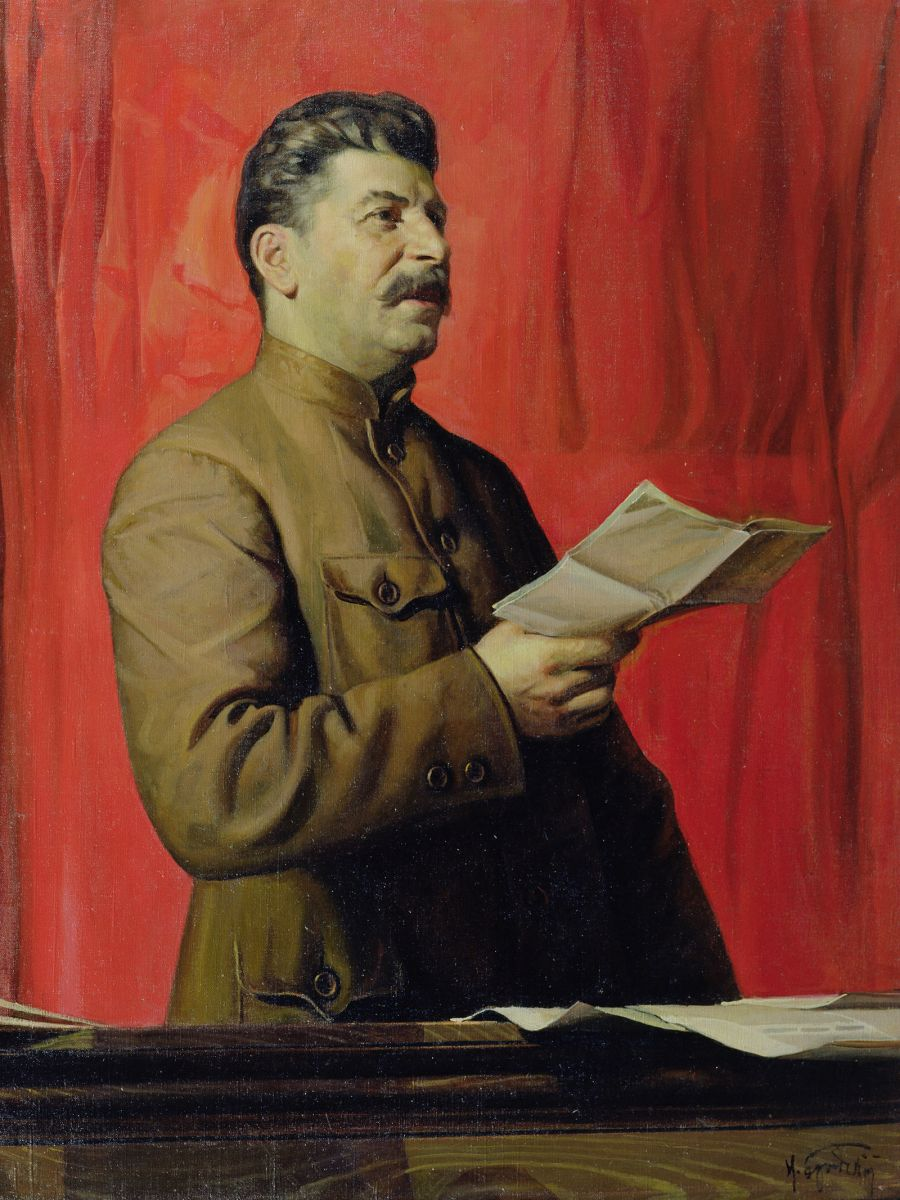
スターリンを描いたプロパガンダ・ポスター。スターリンは農業集団化を徹底して大飢饉を発生させ、スターリン主義の下で「トロツキスト」や反対派の粛清を続けたが、一方でソビエト連邦の重工業化を達成した。
レーニンの死後、独裁的権力を握ったヨシフ・スターリンは政敵レフ・トロツキーの国外追放を皮切りに、反対派を徹底的に排除して一国社会主義路線を確立した。
1928年には第1次五カ年計画（1928〜32）に着手し、重工業に重点をおく工業化と農業の集団化を推し進めた。 農業の分野では、集団化と機械化を急速に進め、コルホーズ（集団農場、土地・農具などを共有して共同経営を行い、農民は労働量に応じて利益の分配を受ける形態）やソフホーズ（国営農場、土地・農具などは国有で、ここで働く者は労働者として賃金が支給される形態）の建設が進められた。
農業の集団化では、クラーク（富農と訳されるが実態は自営農民の総称）を階級敵として絶滅の対象とし、クラークを処刑・強制収容所送りにして集団化を強行した。この際の犠牲者数は100万人を超えるとも言われる。
また、無理な農業集団化の強行により、1932年〜1933年には大飢饉（ホロドモール）が起こり、500万とも2000万人ともいわれる餓死者が出た（ホロドモール）。 特にウクライナにおける飢餓は甚だしく、400万人から1450万人の餓死者が出た。2006年、ウクライナ政府はこの飢餓をウクライナ人に対するジェノサイドと認定している。この「拙速な集団化政策」はウクライナ人弾圧のために意図してなされたものであるという説もある。
スターリンは1936年にソビエト社会主義共和国連邦憲法、いわゆるスターリン憲法を制定した。この憲法はソ連型社会主義の原則を成文化したもので、生産手段の公有・生存権の保障・民族の平等・18歳以上の男女普通選挙などが規定された典型的な社会主義憲法であったが、候補者推薦制や共産党の一党独裁は変わらず、憲法の中の人権や民主主義などに関する民主的な内容は実際には全く無視された。また、この時期に反対派のレッテルを貼られた人々の大量粛清が行われた。
の下で「トロツキスト」や反対派の粛清を続けたが、一方でソビエト連邦の重工業化を達成した。

スターリンは1936年から1938年をピークとする大粛清を行い、処刑や強制収容所（ラーゲリ）での過酷な労働などによって、数百万人以上の人が粛清された。大粛清の犠牲者数には諸説があるが、裁判により処刑されたものは約100万人、強制収容所や農業集団化により死亡した人数は一般的には約2000万人と言われる。ソビエト連邦の崩壊後の1997年の文書の公開により少なくとも約1260万人が殺害されたことを現在のロシア連邦政府が公式に認めた。
また、大粛清ではロシア内戦で大功があった赤軍の高級将校の大部分、将官と佐官の8割が反逆罪の名の下に殺害されたとされる。ロシア正教会も52人の主教のうち40人が殺害された。
1930年代に世界恐慌により多くの資本主義国が不況に苦しむ中、ソビエト連邦はその影響を受けずに高度な経済成長を達成したが、その実質は政治犯や思想犯を中心とした強制労働による事実上の奴隷制度に支えられたものであり、その富は共産党の上層部に集中して配分された。

### 第二次世界大戦

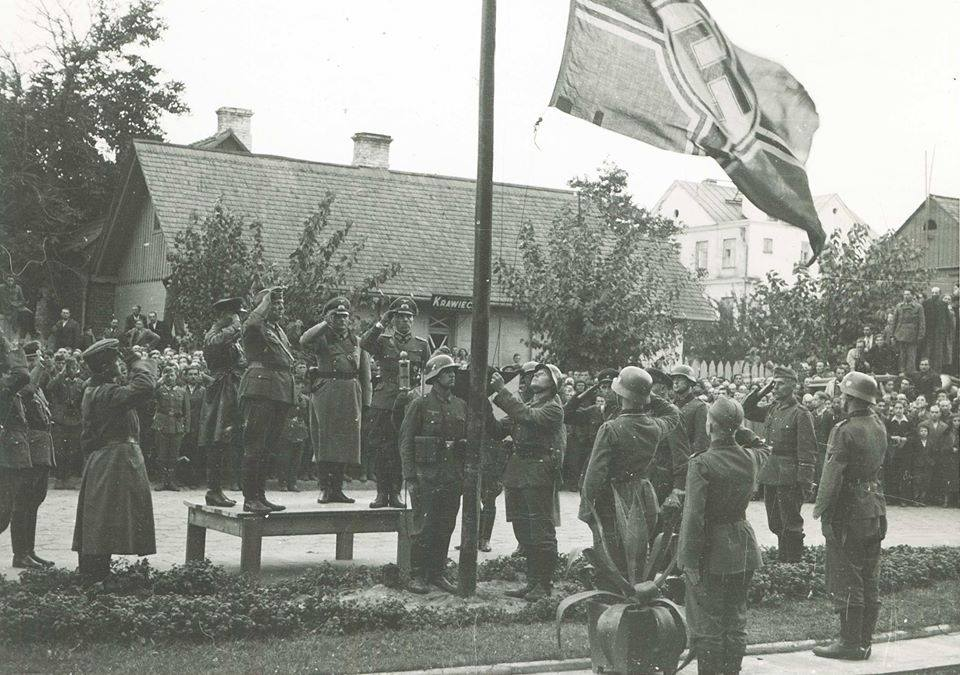
1939年9月22日、ブレストでのナチス軍とソビエト軍による軍事パレード。

ソ連は第二次世界大戦においては枢軸国であるナチス・ドイツと独ソ不可侵条約を、大日本帝国と日ソ中立条約を当初結んでいたが、ドイツが1941年に侵略を開始すると、一転連合国側について参戦することになった。
ドイツではアドルフ・ヒトラー率いる国家社会主義ドイツ労働者党（ナチス）が台頭し、互いの利害によって締結された独ソ不可侵条約の秘密協定に沿って、1939年のドイツのポーランド侵攻の際にはポーランドの東半分のガリツィアなどを占領した。ポーランド占領時（1939年9月）、ソ連のNKVD（ソ連の内務省、秘密警察）が捕虜にしたポーランドの軍人・将校・官僚など2万5千人をカチンの森や収容所にて、無裁判で銃殺したことが後に明らかにされている（カティンの森事件）。

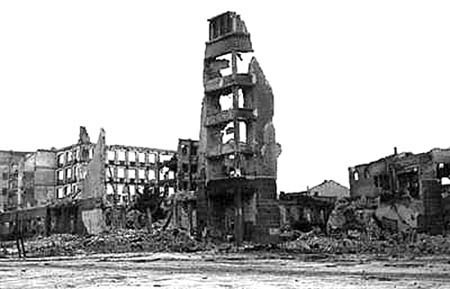
廃墟と化したスターリングラード。

またスターリンはモロトフ外相をして、ソ連邦内のバルト三国（エストニア、ラトビア、リトアニア）に圧力をかけ、ソ連軍の通過と親ソ政権の樹立を要求し、その回答を待たずに三国に進駐した。さらに親ソ政権を組織して反ソ分子を逮捕・虐殺・シベリア収容所送還にして、ついにこれを併合した。同時にソ連はルーマニアにベッサラビアを割譲するように圧力をかけ、1940年6月にはソ連軍がベッサラビアと北ブコビナに進駐し、領土を割譲させた。さらにレニングラード防衛を理由に隣国のフィンランドを侵略して冬戦争を引き起こし、カレリア地方を併合した。
しかし、1941年にはドイツがバルバロッサ作戦を発動してソ連に侵攻し、いわゆる独ソ戦（「大祖国戦争」）が開始されると、連合国側として第二次世界大戦に参戦することになった。ソビエト軍は緒戦に大敗し、一時は首都モスクワにドイツ軍が進撃する場面もあったが、日ソ中立条約による日本軍の不参戦やイギリス軍やアメリカ軍などによる西部戦線における攻勢、アメリカなどによる軍事物資提供（レンドリース法）による後方支援のおかげもあり、レニングラード包囲戦やスターリングラード攻防戦に勝利し、ポーランドなどの東ヨーロッパのドイツ軍を追撃して、最終的にドイツの首都であるベルリンを陥落させ、戦勝国となった。国土深くまで攻め入られたドイツとの戦争は苛烈なものとなり、ソビエト軍の軍人の死者は1000万を越え、民間人の犠牲者をいれるとソ連は2000〜3000万人が死亡したとされる。これは第二次世界大戦における全ての交戦国の中で最も多い軍人・民間人の死傷者の総計と言われている。

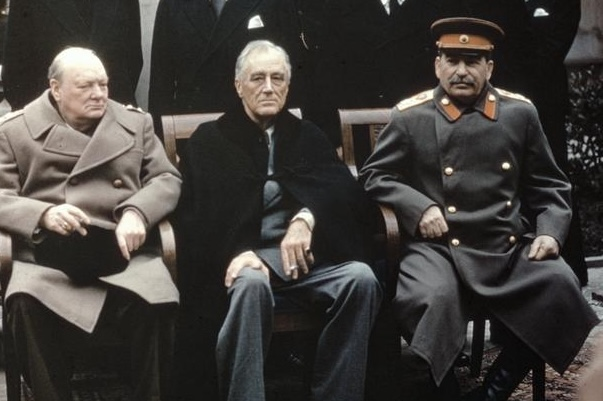
ヤルタ会談に臨む連合国の指導者。

日ソ中立条約を結んでいた日本に対しては、ヤルタ会談における密約（ヤルタ協定）に基づき、大戦末期の1945年8月8日になって不可侵条約を一方的に破棄して宣戦布告し、千島列島や南樺太、満洲に侵攻した。この際にソビエト軍は、自国の占領地を少しでも拡大する目的から日本軍の降伏による停戦さえ無視し侵攻を続けた。満洲・南樺太・朝鮮半島に在住する日本人女性は流刑囚から多く結成されたソ連軍によって集団的に強姦された。また、日本軍の約110万人を捕虜としてシベリアに抑留し、約34万人が死亡したとの推定もある（シベリア抑留）。第二次世界大戦におけるソ連赤軍による民間人の女性の強姦は歴史史上最悪といわれるほどの被害者を出し、ドイツ、日本、ポーランド、ハンガリーなどの諸国を合計して200万人と推定されている。1945年8月14日には中ソ友好同盟条約を締結する。
第二次世界大戦の勝利によりソ連はドイツ、ポーランド、チェコスロバキアからそれぞれ領土を獲得し、西方へ大きく領土を拡大した。 また、開戦前に併合したエストニア、ラトビア、リトアニアのバルト三国への支配、ルーマニアから獲得したベッサラビア（現在のモルドバ）の領有を復活させた。更にこれらの新領土から多くの住民を追放あるいはシベリアなどに強制移住させ、代わりにロシア人を移住させた。極東では日本の領土であった南樺太や千島列島を占領し、領有を宣言した。さらに、日本が旧満洲に持っていた各種権益のうち、関東州の旅順・大連の両港の租借権や旧東清鉄道（南満洲鉄道の一部）の管理権の継承を中華民国に認めさせた。

### 冷戦

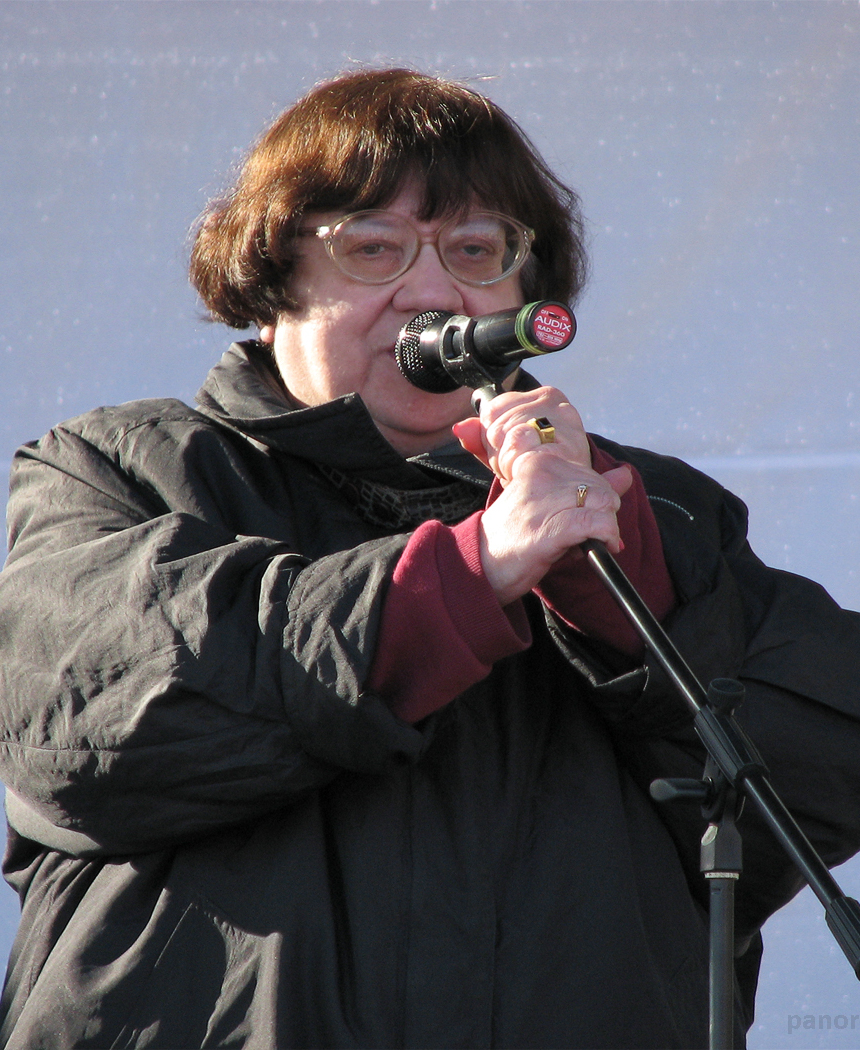
ソ連で最も有名な反体制派、ヴァレリヤ・ノヴォドヴォルスカヤ。

第二次世界大戦後、アメリカ合衆国との対立が激化し、ソ連は東ヨーロッパの各国（ポーランド、東ドイツ、チェコスロバキア、ルーマニア、ブルガリア、ハンガリー、アルバニア）にソ連に従属する各国の共産党（共産主義政党）が独裁支配する、社会主義国を建設し、これらを衛星国家とした。抵抗の強かったチェコスロバキアでは非共産党系の政治家を暗殺、処刑するなどして、共産主義政党の一党独裁を確立した。ポーランドも、ソ連の圧力によりロンドン亡命政府系の政治家は逮捕されたり、亡命に追いやられ、1948年にはポーランド統一労働者党（共産党）によるソ連式の一党独裁、ソ連型社会主義体制へ移行した。
1950年には中華人民共和国と中ソ友好同盟相互援助条約を締結した。さらに1955年にはワルシャワ条約機構を東欧の東側諸国と結成した。1956年にはニキータ・フルシチョフがスターリン批判を行ったため、ソ連に抑圧されていた東欧諸国に動揺が走ったが、ハンガリー動乱、ポーランド暴動などの自由主義運動を武力で鎮圧した。ハンガリー動乱では、ソ連はハンガリーの民衆2万人をソ連軍を投入して殺害し、ナジ・イムレ首相などのハンガリー政府閣僚を含む約1200人を処刑した。1968年のチェコスロバキアの自由主義運動「プラハの春」も、ソ連が率いるワルシャワ条約機構軍を投入して弾圧した。
1962年にはキューバ危機が起き、米ソ戦争の危機が高まったが、これを回避し、翌年にはケネディ大統領の間で、部分的核実験停止条約が結ばれた。フルシチョフ失脚後のコスイギン、ブレジネフの時代には中ソ国境紛争が勃発、さらにアフガニスタン侵攻などの事件が起きた。米ソ関係は緊張状態にあり、1980年のモスクワオリンピックには西側諸国がボイコットとし、次の1984年のロサンゼルスオリンピックでは東側諸国がボイコットした。また、ロナルド・レーガン大統領はソ連を「悪の帝国」と批判し、ソ連と軍拡競争を展開した。ソ連はアメリカなどNATO加盟国との冷戦や計画経済の行き詰まりにより次第に疲弊し、東欧革命による東欧諸国の民主化やソ連からの離反も始まった。

### ゴルバチョフの登場とペレストロイカ
こうした中、1985年に書記長となったミハイル・ゴルバチョフはペレストロイカ政策を進めアフガニスタンからの撤退を決定する。マルタ会談においてジョージ・ブッシュ大統領との会談で冷戦の終結を宣言した。また、グラスノスチにより非公開とされていた政府文書の内部公開も始まり、それまで明かされなかったレーニン時代、スターリン時代の情報や共産貴族の生活、軍事面における機密などが公に知られることになった。
しかしこうした改革は、ソ連内部の統制の緩みを生み、ソ連邦を構成する各共和国では独立の気運が高まった。更にチェルノブイリ原子力発電所事故における対応の遅れは、事故の被害により多くの批判を生んだ。

### 冷戦の終焉とソ連の崩壊
1991年12月25日にソ連大統領ミハイル・ゴルバチョフが辞任し、同時に各連邦構成共和国が主権国家として独立したことに伴い、ソビエト連邦が解体され消滅した。このソビエト連邦の崩壊により前身のボリシェヴィキ時代を含めると1917年以来74年間続いた、ソ連共産党の一党独裁による社会主義体制が名実共に崩壊した。

## 現代

### エリツィン政権

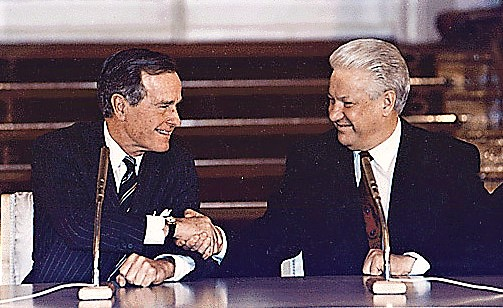
第二次戦略兵器削減条約(STARTII)に調印するボリス・エリツィンとジョージ・ブッシュ。

ボリス・エリツィンは、1990年にロシア共和国大統領になり、ソビエト連邦の崩壊後も引き続いてロシア連邦の大統領を務めた。しかし、エリツィン時代は深刻な物不足と拙速な市場経済化による貧富の差の劇的な拡大、政治の腐敗など、多難な時代であった。ストリートチルドレンの激増、ロシアン・マフィアの跋扈、薬物汚染など、それは、かつて世界を二分し、アメリカと互角に渡り合えると思われていた超大国の面影も感じさせない惨憺たるものであった。
1991年にソビエト連邦が崩壊し、ロシア連邦が成立すると、エリツィンの方針に伴い社会主義から資本主義へと国家体制の移行が進められた。その過程で莫大な富を手にしたオリガルヒと呼ばれる新興財閥が多数誕生した。しかし、資本主義化はハイパーインフレーションを引き起こし、国民は貧困と物不足にあえいだ。1993年の下院選挙では民族主義とロシア帝国復活を掲げる極右政党「ロシア自由民主党」が第一党に躍進した。しかし、自由民主党はすぐに凋落し、共産主義の復活を掲げる「ロシア連邦共産党」に第一党の地位を奪われた。1996年の大統領選挙でロシア連邦共産党のゲンナジー・ジュガーノフ候補はエリツィンに肉薄するものの一歩及ばず、エリツィンの再選を許した。エリツィン再選にはオリガルヒ達の力によるものが大きかった。そして、エリツィン政権二期目では、オリガルヒの発言力が増し、政治腐敗が蔓延していった。1998年にはロシア財政危機が発生。国内は混乱した。
1999年末日、エリツィンは電撃的に大統領辞任を表明。大統領代行にウラジーミル・プーチンが就任した。ここに、ロシア連邦民にとっては多難であったエリツィン時代は幕を閉じた。

### 第一次プーチン政権
元KGBのウラジーミル・プーチンは、2000年3月の大統領選挙に勝利し、正式に大統領に就任した。ロシアは、15の共和国に分離した後、チェチェン独立派武装勢力によるテロが起こるなど治安が悪化しチェチェン紛争や他国との領土問題などが絶えない。プーチンは、「強いロシア」を標榜し中央集権化及び法による独裁を強靱に進めた。また、国家資産を半ば私物化していたオリガルヒの制圧に乗り出し、ロシアの国益にかなう企業のみを国有化ないし政府の人間を企業の役員に加えることで国のコントロール下に置いた。こうした手法は強権的と欧米から批判される一方でロシア国民からは広く支持された。また、プーチン時代、ロシアの持つ豊富な天然資源が功を奏し、年々高い経済成長を遂げ、エリツィン時代に比べ貧困も半減した。一方、プーチン時代は反政府的なジャーナリストたちが不審な死を遂げるなど、政権の関与が疑われる事件も多数発生した。しかしながら、プーチンの強力なリーダーシップを国民の多くは支持している。プーチンは登場当初はほとんど無名の存在であったが、時を経るにつれて国民の人気を獲得した。プーチンは2008年に任期満了で退任し、後継に側近のドミートリー・メドヴェージェフを指名した。プーチン自身は引き続き首相として政界に止まり最高権力者の座を維持し、2012年の大統領選より大統領任期を6年とする憲法改正案も議会の賛成多数を得て承認され、自身の再登板の足がかりを得ている。

### メドベージェフ政権

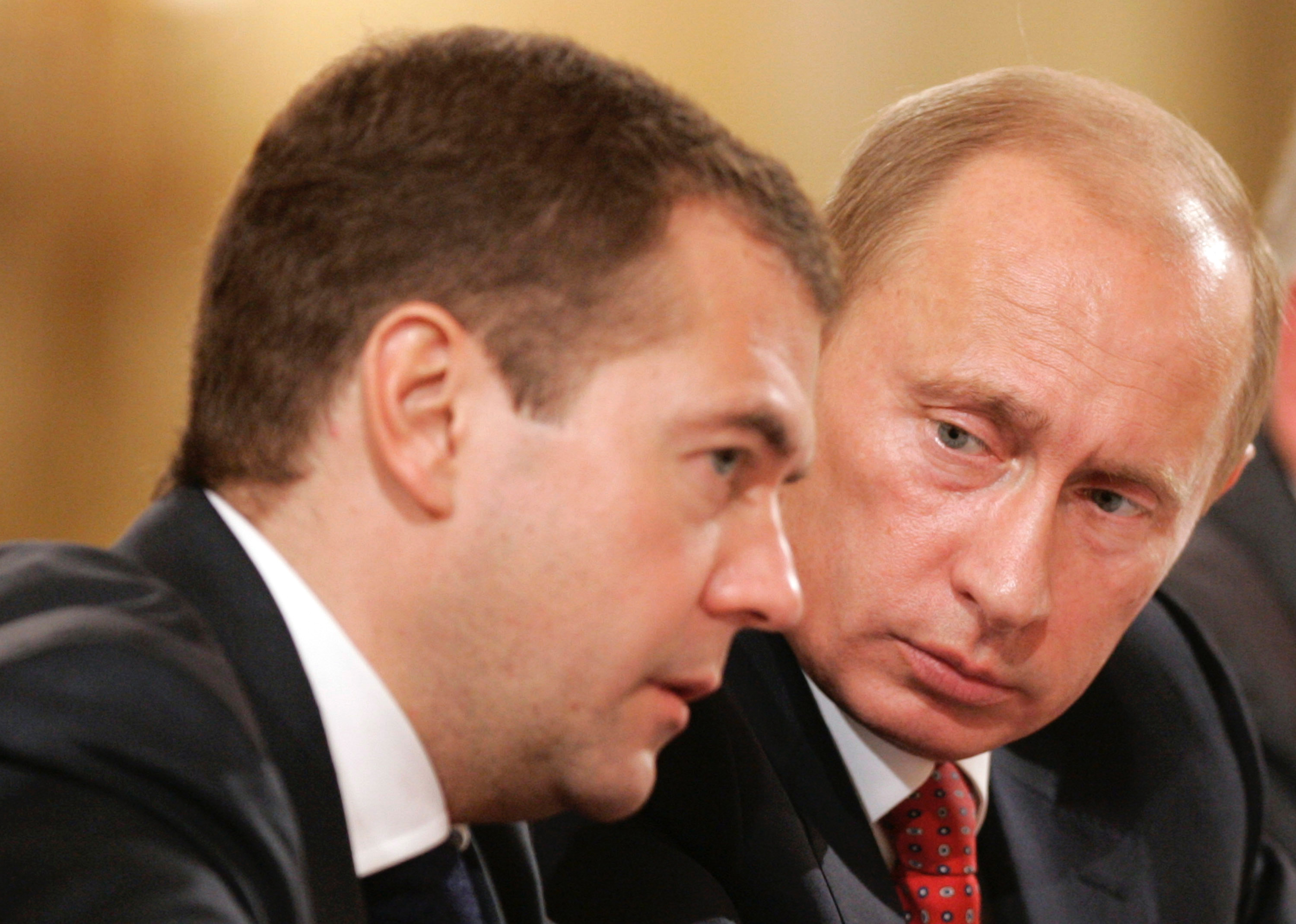
ドミートリー・メドヴェージェフ（左）とウラジーミル・プーチン（右）。ふたりによる体制はロシアの国章にちなみ「双頭体制」と呼ばれる。

2008年3月の大統領選挙で大勝し、正式に大統領となったドミートリー・メドヴェージェフはプーチン路線の継承を表明。また、メドヴェージェフ大統領はプーチンを首相に指名し、メドヴェージェフ大統領・プーチンを首相による双頭体制となった。国家による経済の統制を引き続き行い、また、「強いロシア」の復活を目指し邁進するといったことである。2008年8月にはかねてから対立関係にあったグルジアとの間で武力衝突が発生した（南オセチア紛争）。この紛争で、プーチン時代からかねてより悪化していたアメリカとの関係が更に悪化し、「新冷戦」と評するメディアも表れた。メドヴェージェフ自身、「再び冷戦が始まっても何も怖いものは無い」とアメリカとの対決姿勢を表明している。そして、南オセチア紛争から程無くして世界の景気が急速に悪化、ロシアの経済成長を支えていた外国資本が一気に去り、オリガルヒも没落するなど、ロシア経済は大きな打撃を受けた。メドヴェージェフは「景気悪化はアメリカによる一極支配が原因」とアメリカを非難し、更にプーチン首相と連携して不況を乗り切る構えを見せた。そのために、国家に有益なオリガルヒのみを救済、国のコントロール化に置く政策を実行した。しかし、メドベージェフ政権末期からロシア国内で体制に対する反発が強まり始め、2011年の下院選で与党「統一ロシア」は大きく議席を減らす。2012年の大統領選ではプーチンの再登板にこぎつけるものの、多くの抗議運動にあう結果となった。メドベージェフは2012年で大統領の座を再びプーチンに譲り、自身は首相になった。

### 第二次プーチン政権
プーチンは他候補に大差をつけて勝利し、再び大統領の座に就いた。だが、国内では政治体制に対する反感がくすぶり、プーチンの人気に陰りが見えていた。「プーチンなきロシア」を叫ぶ抗議運動も頻繁におき始めていた。しかし、プーチンは自身に対する反対デモなどには重罰を科す姿勢で臨んでいる（ボナパルティズム）。地方選挙などでは統一ロシアは苦戦が続き、2011年の下院選で実は第一党となっていたのはロシア連邦共産党であり、現体制は大規模な不正の上に成り立っているとのシンクタンクの調査報告もあった。
だが、政権側も賛否両論渦巻く中、国営メディアの再編（報道機関から事実上の宣伝機関化）、不祥事続きで評判が下落している「統一ロシア」に代わる支持母体「全ロシア人民戦線」の旗揚げなど、プーチン大統領の権力を強化する施策を矢継早に行い、また、反体制活動家を厳しく取り締まり続けた。
そして、プーチンは2014年3月にウクライナの政変に伴いクリミア自治共和国に軍事介入し、同国を支配下に治めた。この強硬姿勢によって、長期政権に飽きて低下気味だったロシア国内におけるプーチン大統領の支持率は上昇した。しかし、一連の騒動により、プーチン政権に対する国内の支持上昇とは裏腹に、欧米諸国との関係がかつてないほどに悪化し、結果として欧米諸国による経済的制裁や、クリミア併合に伴う莫大なコスト負担などでロシアの不安要因となり、短期的にはいい効果を上げても、長い目で見れば逆にロシアの現体制の安泰には繋がらないという見方も出ている。
一方、プーチン政権は国内の野党勢力の懐柔を進めており、例えば、2014年11月には、ウクライナ内戦により誕生した「国家」であるノヴォロシア人民共和国連邦（国際的な承認はない）を支持する大規模な合同集会を、ロシア国会に議席を有する全ての政党の関係者を集めて行った。
ロシアは、ソビエト連邦の崩壊という大事件ののち、脆弱で腐敗した民主主義時代を経て、新たな大国へと変貌を遂げた。2014年11月には、ドイツのベルリンで行われた「ベルリンの壁崩壊25周年記念式典」において、ソ連最後の最高指導者であったミハイル・ゴルバチョフが「世界は新冷戦の瀬戸際にある。既に新冷戦が始まっているという見方さえ出ている」と、悪化する欧米とロシアの関係に危機感をあらわにした。ウクライナとの紛争以降、ロシアからの資本逃避が一気に進み、また、経済制裁の影響も受けて国内経済は厳しい状況になっているが、現政権は欧米との対抗心や愛国心を鼓舞し、貧困を乗り切ろうとしている。そのため、今でも欧米諸国との間で水面下で争いが続いている。
2022年2月24日、ロシアはウクライナを侵略した。
2024年ロシア大統領選挙ではプーチンが5選された。